# Parlament der Deutschsprachigen Gemeinschaft
Das Parlament der Deutschsprachigen Gemeinschaft (manchmal DG-Parlament oder PDG abgekürzt) ist das legislative (gesetzgebende) Organ der Deutschsprachigen Gemeinschaft (DG) des Königreichs Belgien mit Sitz in Eupen. Die Abgeordneten werden seit dem 10. März 1974 alle fünf Jahre gewählt. Es wurde 1973 als „Rat der deutschen Kulturgemeinschaft“ (RdK) gegründet, bevor es ab 1984 zunächst zum Rat der Deutschsprachigen Gemeinschaft (RDG) wurde und im Jahr 2004 den Namen Parlament erhielt.
Das Parlament ist verantwortlich für die Gesetzgebung der Deutschsprachigen Gemeinschaft, die parlamentarische Kontrolle von Regierung und Verwaltung und die Festlegung des Haushalts. Es wird aus 25 Abgeordneten sowie derzeit 8 beratenden Mandataren gebildet, die sich in der aktuellen Legislaturperiode auf sechs Fraktionen – die Christlichsozialen (CSP), die Sozialdemokraten (SP), die Liberalen (PFF), die unabhängige regionale Bewegung (ProDG), die Grünen (Ecolo) sowie eine weitere unabhängige Kraft (Vivant) – aufteilt.
Die letzte PDG-Wahl fand am 9. Juni 2024 zeitgleich mit der Europawahl, der Wahl der Abgeordnetenkammer und der Wahl des Regionalparlaments statt.

## Geschichte

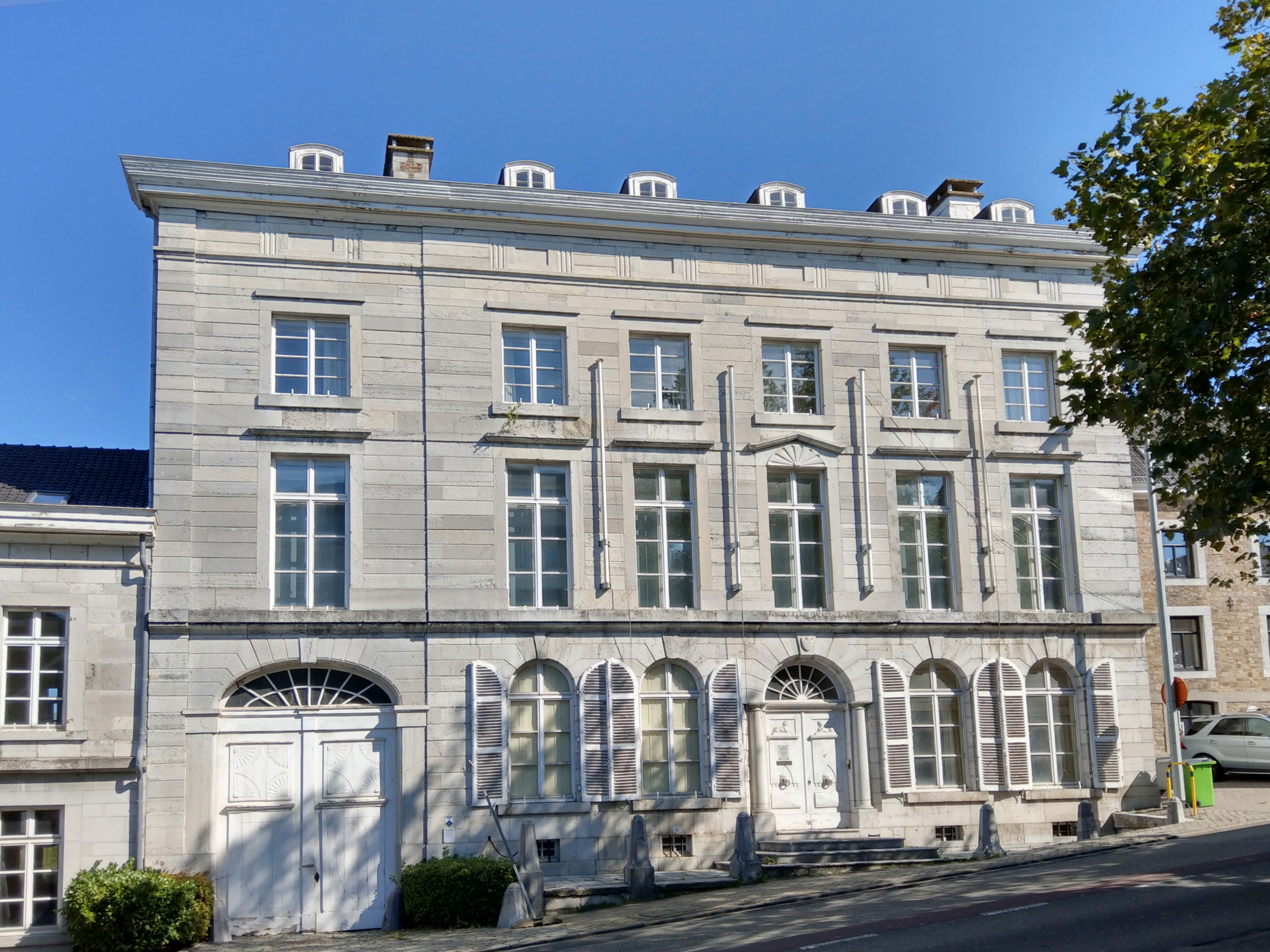
Das ehemalige Parlamentsgebäude am Kaperberg in Eupen

Mit der Verabschiedung einer neuen Gesetzgebung über den Sprachgebrauch in Verwaltungsangelegenheiten in Belgien und der damit einhergehenden Schaffung des deutschen Sprachgebietes wurde in den Jahren 1962–1963 der Grundstein für die spätere Entstehung der Deutschsprachigen Gemeinschaft gelegt.
Durch die erste Staatsreform 1968–1971 erhielt die deutsche Kulturgemeinschaft, wie die Deutschsprachige Gemeinschaft damals noch genannt wurde, eine eigene Volksvertretung, den Rat der deutschen Kulturgemeinschaft (RdK). Als Vorläufer des heutigen Parlaments war dieser allerdings nur befugt, Verordnungen, das heißt Rechtsbeschlüsse ohne gesetzgebenden Wert, im Rahmen der nationalen Kulturgesetzgebung auszuüben. Die erste RdK-Sitzung fand am 23. Oktober 1973 statt, während die erste Direktwahl des Rats der deutschen Kulturgemeinschaft am 10. März 1974 abgehalten wurden. Der RdK war somit die erste gliedstaatliche Versammlung Belgiens, die aus unmittelbar gewählten Abgeordneten zusammengestellt war. Tatsächlich waren die Räte der flämischen und der französischen Kulturgemeinschaft – heute Flämische Gemeinschaft und Französische Gemeinschaft – nur aus indirekt gewählten Mandataren, das heißt aus den jeweiligen flämischen beziehungsweise französischsprachigen Mitgliedern der Kammer und des Senats, zusammengesetzt. Eine eigene deutschsprachige Exekutive gab es damals jedoch noch nicht.
Durch die zweite große Staatsreform von 1980 bis 1983 erhielt die Deutschsprachige Gemeinschaft die Dekretbefugnis in den kulturellen und personenbezogenen Angelegenheiten sowie in den zwischengemeinschaftlichen und internationalen Beziehungen. Parallel wurde eine eigene Regierung (damals Exekutive) der Deutschsprachigen Gemeinschaft eingesetzt. Seitdem darf sie außerdem im Einvernehmen mit der Wallonischen Region Regionalbefugnisse ausüben. Durch ein Gesetz vom 31. Dezember 1983 wurde die Kulturgemeinschaft schließlich zur Gemeinschaft. Infolgedessen wurde am 30. Januar 1984 der neu geschaffene Rat der Deutschsprachigen Gemeinschaft (RDG) eingesetzt, der am selben Tag die erste Gemeinschaftsregierung wählte.
Eine Änderung der belgischen Verfassung vom 9. Juli 2004 sorgte schließlich dafür, dass alle bisherigen Regional- und Gemeinschaftsräte Belgiens die Bezeichnung „Parlament“ erhielten.

## Sitz

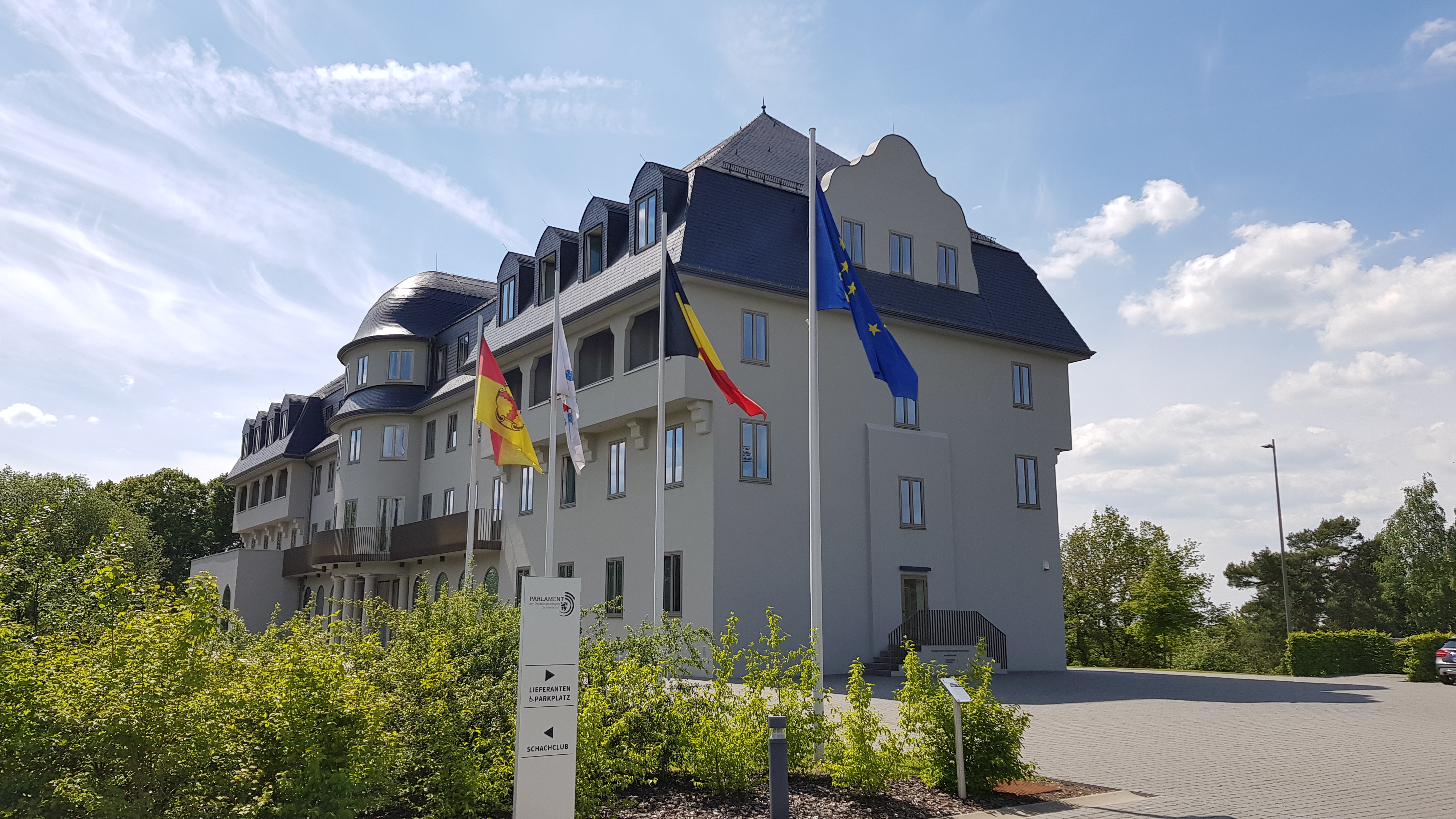
Das heutige Parlamentsgebäude am Kehrweg

Der Sitz des Parlaments der Deutschsprachigen Gemeinschaft befindet sich seit dem 18. Oktober 2013 im sogenannten „Sanatorium“ Eupens, welches sich neben dem Hauptgebäude des Belgischen Rundfunks (BRF) und gegenüber dem Kehrwegstadion, dem Heimstadion der KAS Eupen, befindet.
Das Sanatoriumsgebäude wurde von 1915 bis 1917 mit Unterstützung des amtierenden Bürgermeisters Levin Wolff Metternich zur Gracht errichtet und sollte ursprünglich im Auftrag der „Deutschen Gesellschaft für Kaufmannserholungsheime“ als Luftkurort dienen. Nachdem Eupen infolge des Ersten Weltkriegs belgisch wurde, verkaufte die Kaufmannsgesellschaft das Gebäude an den belgischen Landesverband gegen Tuberkulose. Dieser nutzte es ab 1922 als Sanatorium für Lungenkranke. Nach der Annektierung Eupens im Zuge des Westfeldzugs wurde das Gebäude 1941 wieder an die Kaufmannsgesellschaft übertragen, das dort im Rahmen des „Kraft durch Freude“-Programms das „Rheinische Ferienheim Eupen“ eröffnete. Ab 1942 wurden die Örtlichkeiten in ein Lazarett (zuerst deutsch, dann amerikanisch) umfunktioniert. Nach dem Krieg wurde das Anwesen im Jahr 1947 zum Universitätssanatorium, das lungenkranke Studenten belgischer Universitäten und später auch Privatpatienten behandelte. Das Sanatorium musste allerdings wegen zu geringer Patientenauslastung geschlossen werden, sodass der belgische Staat das Gebäude 1965 abkaufte und dort eine Unterrichtseinrichtung, nämlich das Staatlich-Technische Institut (STI), ansiedelte. 1977 wechselte das STI – heute Robert Schumann Institut (RSI) – zur Vervierser Straße in Eupen, während das Sanatoriumsgebäude fortan und bis 2007 als Internat genutzt wurde. Danach wurde es renoviert und um einen Plenarsaal erweitert, um seiner neuen Funktion als Parlamentsgebäude gerecht zu werden.
Bevor das Parlament der Deutschsprachigen Gemeinschaft in das Sanatorium einzog, war es in einem Gebäude am Kaperberg in Eupen angesiedelt, das im Jahr 1812 für einen Eupener Tuchfabrikanten errichtet wurde und seit 1973 die Institution beherbergte.

## Zusammensetzung

### Allgemeines
Das Parlament der Deutschsprachigen Gemeinschaft setzt sich aus 25 Abgeordneten zusammen, die alle fünf Jahre – gleichzeitig mit den Europawahlen – direkt gewählt werden.
Hinzu kommen Beauftragte anderer gesetzgebender Gremien, die im DG-Parlament aber nur eine beratende Stimme haben:
- die im Wahlkreis Verviers gewählten Mitglieder der Abgeordnetenkammer und die Mitglieder des Wallonischen Parlaments, die ihren Wohnsitz im deutschen Sprachgebiet haben und die den Verfassungseid ausschließlich oder an erster Stelle in Deutsch geleistet haben;
- die vom Senat gewählten Senatoren, sofern sie dieselben Bedingungen erfüllen;
- die im Wahldistrikt Eupen gewählten Provinzialratsmitglieder der Provinz Lüttich, sofern sie dieselben Bedingungen erfüllen;
- das im deutschsprachigen Wahlkreis gewählte Mitglied des Europäischen Parlaments, das seinen Wohnsitz im deutschen Sprachgebiet hat.

Es gibt derzeit 8 beratende Mandatare im Parlament der Deutschsprachigen Gemeinschaft.

### Wahlsystem

Das deutsche Sprachgebiet Belgiens

Die 25 Mitglieder des Parlaments der Deutschsprachigen Gemeinschaft werden von den Wählern der zum sogenannten deutschen Sprachgebiet gehörenden Gemeinden gewählt, das heißt der Gemeinden Amel, Büllingen, Burg-Reuland, Bütgenbach, Eupen, Kelmis, Lontzen, Raeren und Sankt Vith. Das deutsche Sprachgebiet bildet somit den einzigen Wahlkreis für die Wahlen zum Gemeinschaftsparlament.
Folgende Bedingungen sind zu erfüllen, um an der Wahl teilnehmen zu dürfen (aktives Wahlrecht):
- die belgische Staatsbürgerschaft besitzen,
- mindestens 18 Jahre alt sein,
- im Bevölkerungsregister einer Gemeinde des deutschen Sprachgebiets eingetragen sein,
- sich nicht in einem der gesetzlichen Ausschlussgründe befinden (wie beispielsweise die Verurteilung zu einer Gefängnisstrafe von über vier Monaten).

Wie für alle Wahlen in Belgien herrscht Wahlpflicht. Jeder Wähler verfügt über eine Stimme, die er entweder der gesamten Liste geben kann („Kopfstimme“), oder die er auf die Kandidaten einer Liste verteilen kann, um die interne Reihenfolge der Kandidaten auf einer Liste zu beeinflussen („Vorzugsstimme“).
Die Sitze werden verhältnismäßig nach dem sogenannten D’Hondt-Verfahren verteilt, benannt nach dem belgischen Rechtswissenschaftler Victor D’Hondt (1841–1901). Um in diese Rechnung einbezogen zu werden, muss seit 2004 die Liste mindestens 5 % der abgegebenen Stimmen aufweisen können (siehe Sperrklausel).

### Abgeordnete
Um Abgeordneter des Parlamentes der Deutschsprachigen Gemeinschaft zu werden (passives Wahlrecht) müssen vier Bedingungen erfüllt sein:
- die belgische Staatsbürgerschaft besitzen,
- mindestens 18 Jahre alt sein,
- im Bevölkerungsregister einer Gemeinde des deutschen Sprachgebiets eingetragen sein,
- sich nicht in einem der gesetzlichen Ausschlussgründe befinden.

Bevor die Abgeordneten ihr Amt antreten können, müssen sie den Verfassungseid leisten („Ich schwöre, die Verfassung zu befolgen“).
Das Amt des Abgeordneten ist unvereinbar mit gewissen anderen Funktionen. So ist es nicht möglich, Mitglied Parlaments zu sein und gleichzeitig ein Ministeramt zu bekleiden.
Die Abgeordneten genießen ebenfalls eine gewisse parlamentarische Immunität. So wird das Recht auf freie Meinungsäußerung, welches ohnehin als Grundrecht in der Verfassung verankert ist, für Parlamentarier verstärkt. Auch die strafrechtliche Verantwortlichkeit der Parlamentarier unterliegt besonderen Bestimmungen in der Verfassung. Außer bei Entdeckungen auf frischer Tat kann ein Abgeordneter nur mit Erlaubnis des Parlaments festgenommen werden. Ein Abgeordneter, der strafrechtlich verfolgt wird, kann jederzeit das Parlament bitten, die Aussetzung der Verfolgung zu veranlassen. Diese Garantien gelten nur während der Sitzungsperioden.

## Funktionen

### Vertrauensfrage
In jedem parlamentarischen System kann eine Regierung nur bestehen, wenn sie sich auf eine parlamentarische Mehrheit stützen kann. Dies geschieht durch das Vorlesen der Regierungserklärung und durch die anschließende Vertrauensfrage. Die Mitglieder der Regierung werden vom Parlament gewählt; die Minister sind allein dem Parlament gegenüber verantwortlich.

### Gemeinschaftsgesetzgebung

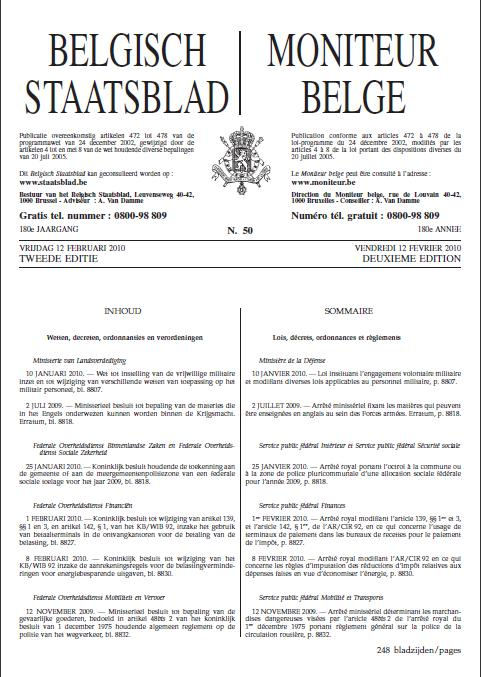
Dekrete werden im Belgischen Staatsblatt veröffentlicht

Das Parlament übt gemeinsam mit der Regierung die legislative Macht der Gemeinschaft aus. Dies geschieht durch das Verabschieden von gemeinschaftlichen Rechtsnormen, den sogenannten Dekreten. Diese werden in der Regel mit einer absoluten Mehrheit (50 % + 1, das heißt mindestens 13 Abgeordnete) der abgegebenen Stimmen bei einer Anwesenheit der Mehrheit der Abgeordneten (50 % + 1) verabschiedet. Die Dekrete des Parlaments der Deutschsprachigen Gemeinschaft werden nach ihrer Ausfertigung im Belgischen Staatsblatt in Deutsch mit einer Übersetzung in Französisch und in Niederländisch sowie im Memorial des Parlaments der Deutschsprachigen Gemeinschaft in Deutsch veröffentlicht.
Neben der Regierung besitzen alle Abgeordneten das Initiativrecht und können Dekretvorschläge einreichen.

### Regierungs- und Haushaltskontrolle
Die Regierung der Deutschsprachigen Gemeinschaft muss sich für ihre Politik vor dem Parlament verantworten und die Regierungsmitglieder müssen ihm Rede und Antwort stehen. Das anfangs ausgesprochene Vertrauen kann vom Parlament jederzeit zurückgezogen werden, sei es durch ein konstruktives Misstrauensvotum, bei dem das Parlament eine Nachfolgeregierung beziehungsweise einen Nachfolgeminister vorschlägt, oder sei es durch eine abgelehnte Vertrauensfrage.
Zur Kontrolle der Regierung gehört ebenfalls die Kontrolle der einzelnen Minister. Das Parlament kann deshalb die Anwesenheit einzelner Regierungsmitglieder verlangen.
Darüber hinaus ist allein das Parlament für die jährliche Verabschiedung des Haushalts der Einnahmen und der Ausgaben der Deutschsprachigen Gemeinschaft und die Kontrolle der Haushaltsausführung durch die Regierung befugt. Es wird hierbei durch den Rechnungshof unterstützt.
Das Parlament der Deutschsprachigen Gemeinschaft besitzt schließlich ein Untersuchungsrecht. Dies bedeutet, dass das Parlament einen Untersuchungsausschuss bilden kann, der die gleichen Zuständigkeiten hat wie ein Untersuchungsrichter.

### Sonstiges

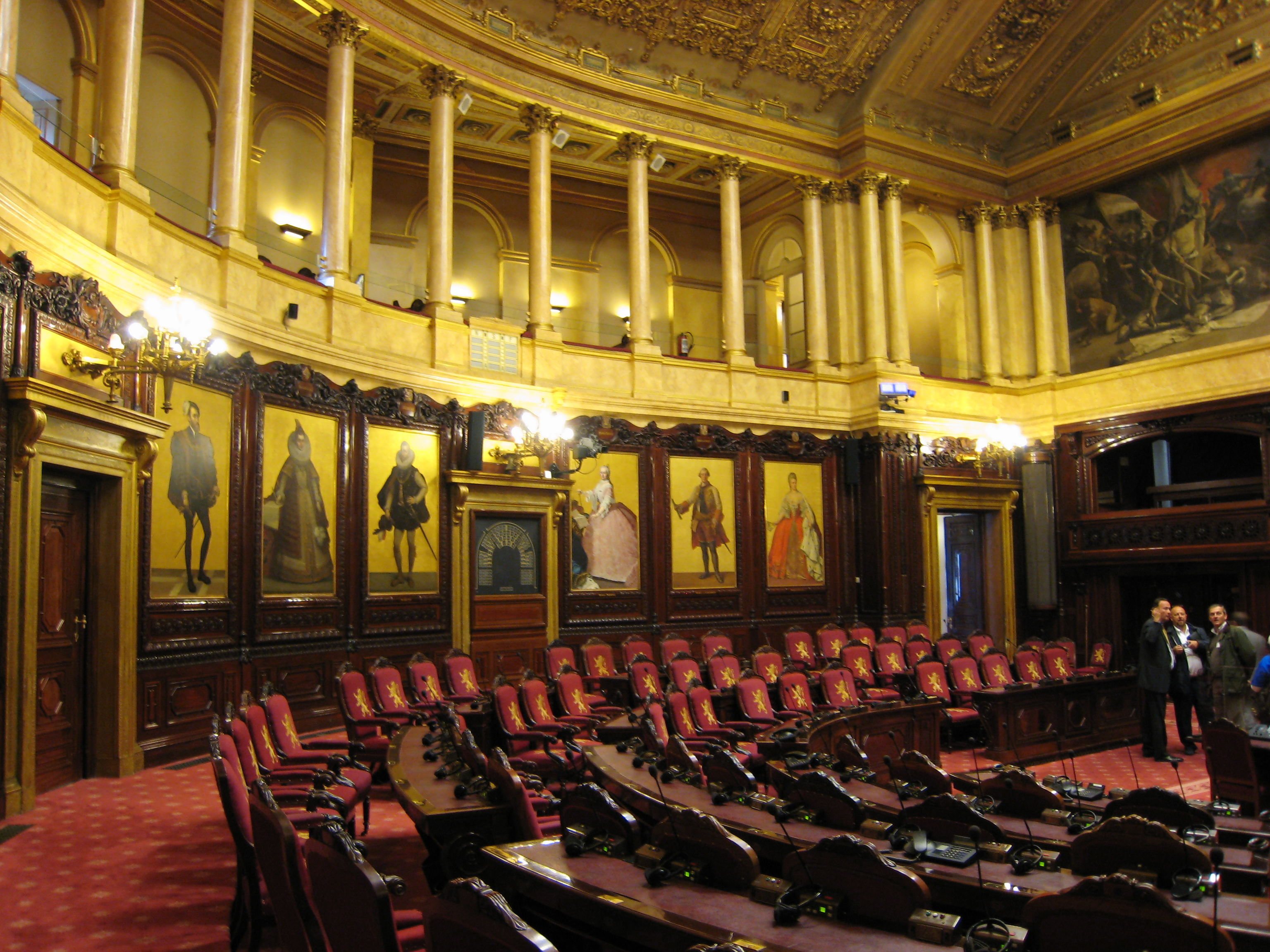
Der Halbrund des Senats in Brüssel

Das Parlament der Deutschsprachigen Gemeinschaft wählt aus seiner Mitte einen Abgeordneten, der im föderalen Senat als sogenannter Gemeinschaftssenator tagt. Seit der vierten Staatsreform (1993) wird dem Senat in der Tat die Rolle eines „Ortes der Zusammenkunft der Gemeinschaften und Regionen“ im Bundesstaat Belgien zugedacht, wo auch die anderen Gliedstaaten Belgiens vertreten sind. Derzeitiger Senator der Deutschsprachigen Gemeinschaft ist Karl-Heinz Lambertz (SP).
Das Parlament der Deutschsprachigen Gemeinschaft kann ferner, mitunter auf Anfrage der Föderalbehörde, verschiedene Stellungnahmen und Gutachten verfassen, wie beispielsweise zur Sprachgesetzgebung oder zur Staatsreform. Des Weiteren kann es Petitionen entgegennehmen.
Schließlich benennt das Parlament ebenfalls den 2009 eingeführten Ombudsmann der Deutschsprachigen Gemeinschaft. Der Ombudsmann wird für eine Dauer von sechs Jahren ernannt. Sein Mandat kann einmal erneuert werden.

#### Preis des Parlaments
Seit 1976 vergibt das Parlament einen Preis für schriftlich publizierte Werke in deutscher Sprache, die den Fachbereichen Literatur, Heimatgeschichte, Architektur, Raum- und Landschaftsplanung, Sprachwissenschaften, Archiv- und Bibliothekswesen sowie Biographien, Wirtschaft-, Staats- und Rechtswissenschaften, Humanwissenschaften und Kunst und Kultur zugeordnet werden können. Der Preis wird jährlich in zwei dieser zehn Fachbereiche in einem auf fünf Jahre wiederkehrenden Turnus vergeben und muss ein Thema aus dem deutschen Sprachgebiet Belgiens behandeln. Lediglich im Fachbereich Literatur reicht es, wenn der Autor selbst Belgier ist. Auch Autorengruppen können sich unter bestimmten Bedingungen zusammenschließen. Die Dotierung des Preises ist unterschiedlich und wird vom Präsidium festgelegt sowie vom Parlament genehmigt und in den Haushaltsplan eingetragen. Preisträger können sich erst wieder nach zehn Jahren mit einem neuen Werk an den Wettbewerb beteiligen.
Bisherige bekannte Preisträger sind unter anderem der Linguist Leo Wintgens (1980, 1989, 1999) sowie die Historiker Henri Michel (1986), Carlo Lejeune (1991, 1997) und Peter M. Quadflieg (2012, 2021).

## Organisation

### Präsidium
Dem Parlament der Deutschsprachigen Gemeinschaft sitzt sein Präsident vor, der alle fünf Jahre zu Beginn der Legislaturperiode neu gewählt wird. Er stammt traditionell aus der Regierungsmehrheit, agiert allerdings in der Regel überparteilich. Der Präsident leitet die Plenarsitzung, sorgt für Ordnung in der Versammlung und für die Einhaltung der Geschäftsordnung. Er sitzt ebenfalls dem Präsidium vor.
Das Präsidium wird nach dem System der verhältnismäßigen Vertretung aus den Fraktionen gebildet. Das Parlament benennt bei der Eröffnung der Sitzungsperiode unter seinen Mitgliedern nacheinander durch getrennte Abstimmung einen Präsidenten, einen ersten Vizepräsidenten, einen zweiten Vizepräsidenten, einen dritten Vizepräsidenten, einen vierten Vizepräsidenten sowie einen ersten Sekretär, einen zweiten Sekretär und einen dritten Sekretär, die zusammen das Präsidium bilden. Das Präsidium bereitet die Sitzungen des Parlamentes vor und ist mit der Durchführung aller für das Parlament erforderlichen Maßnahmen beauftragt.
Präsidentin des Parlaments der Deutschsprachigen Gemeinschaft ist seit dem 1. Juli 2024 Patricia Creutz-Vilvoye.
Die ehemaligen Vorsitzenden sind:
- 1973–1976: Johann Weynand (CSP)
- 1977–1981: Albert Gehlen (CSP)
- 1981–1985: Manfred Betsch (CSP)
- 1985–1990: Kurt Ortmann (CSP)
- 1990–1994: Mathieu Grosch (CSP)
- 1994–1999: Manfred Schunck (CSP)
- 1999–2004: Alfred Evers (PFF)
- 2004–2010: Louis Siquet (SP)
- 2010–2013: Ferdel Schröder (PFF)
- 2013–2014: Alexander Miesen (PFF)
- 2014–2016: Karl-Heinz Lambertz (SP)
- 2016–2019: Alexander Miesen (PFF)
- 2019–2023: Karl-Heinz Lambertz (SP)
- 2023–2024: Charles Servaty (SP)

### Ausschüsse
Die Arbeit des Parlaments der Deutschsprachigen Gemeinschaft findet im Plenum und in den verschiedenen Ausschüssen statt. Es gibt mehrere Arten von Ausschüssen:
- Ständige Ausschüsse: Die Bezeichnung der Ausschüsse, ihr Aufgabenbereich im Rahmen der Zuständigkeiten des Parlamentes und ihre Zusammensetzung werden vom Parlament auf Vorschlag des Präsidiums festgelegt. Die ständigen Ausschüsse sind:
  - Ausschuss I für allgemeine Politik, lokale Behörden, Raumordnung, nachhaltige Entwicklung, Petitionen, Finanzen und Zusammenarbeit
  - Ausschuss II für Kultur, Beschäftigung, Wirtschaftsförderung und ländliche Entwicklung
  - Ausschuss III für Unterricht, Ausbildung, Kinderbetreuung und Erwachsenenbildung
  - Ausschuss IV für Gesundheit, Soziales, Wohnungswesen und Energie
  - Ausschuss V zur Kontrolle der Wahlausgaben und der Mitteilungen der öffentlichen Behörden der Deutschsprachigen Gemeinschaft
- Besondere Ausschüsse: Das Parlament kann besondere Ausschüsse bilden, sooft es dies für notwendig erachtet.
- Untersuchungsausschüsse: siehe oben („Regierungskontrolle“).
- Unterausschüsse und Arbeitsgruppen: Innerhalb der Ausschüsse können Unterausschüsse oder Arbeitsgruppen eingerichtet werden, die sich mit einem besonderen Projekt oder einer besonderen Materie befassen. Beispiel: der Unterausschuss zur Staatsreform.

### Parlamentsverwaltung
Das Parlament der Deutschsprachigen Gemeinschaft verfügt über eine eigene Verwaltung, die die administrative Hintergrundarbeit verrichtet. Unter der Verantwortung des Greffiers beziehungsweise des Generalsekretärs des Parlaments unterstützten die folgenden Dienste das Präsidium:
- Generalsekretariat
- Dienst Ausschüsse
- Dienst Expertise und Publikationen
- Dienst Finanz- und Personalwesen
- Dienst Öffentlichkeitsarbeit und Dokumentation
- Dienst Infrastruktur

## Wahlergebnisse

### Aktuelles Parlament
| Wahl zum Parlament der Deutschsprachigen Gemeinschaft 2024 | Wahl zum Parlament der Deutschsprachigen Gemeinschaft 2024 | Wahl zum Parlament der Deutschsprachigen Gemeinschaft 2024 | Wahl zum Parlament der Deutschsprachigen Gemeinschaft 2024 | Wahl zum Parlament der Deutschsprachigen Gemeinschaft 2024 | Wahl zum Parlament der Deutschsprachigen Gemeinschaft 2024 | Wahl zum Parlament der Deutschsprachigen Gemeinschaft 2024 | Wahl zum Parlament der Deutschsprachigen Gemeinschaft 2024 | Wahl zum Parlament der Deutschsprachigen Gemeinschaft 2024 |
| Partei                                                     | Partei                                                     | Ausrichtung                                                | Stimmen                                                    | Stimmen                                                    | Stimmen                                                    | Sitze                                                      | Sitze                                                      | Sitze                                                      |
| Partei                                                     | Partei                                                     | Ausrichtung                                                | Zahl                                                       | %                                                          | +/-                                                        | Zahl                                                       | +/-                                                        | %                                                          |
| ---------------------------------------------------------- | ---------------------------------------------------------- | ---------------------------------------------------------- | ---------------------------------------------------------- | ---------------------------------------------------------- | ---------------------------------------------------------- | ---------------------------------------------------------- | ---------------------------------------------------------- | ---------------------------------------------------------- |
|                                                            | ProDG                                                      | Regionalismus                                              | 11.654                                                     | 29,10                                                      | ▲5,77                                                      | 8                                                          | ▲2                                                         | 32,0                                                       |
|                                                            | Christlich Soziale Partei (CSP)                            | Christdemokratie                                           | 7.920                                                      | 19,78                                                      | ▼3,36                                                      | 5                                                          | ▼1                                                         | 20,0                                                       |
|                                                            | Vivant                                                     | Sozialliberalismus                                         | 5.700                                                      | 14,23                                                      | ▼0,58                                                      | 4                                                          | ▲1                                                         | 16,0                                                       |
|                                                            | Sozialistische Partei (SP)                                 | Sozialdemokratie                                           | 5.473                                                      | 13,67                                                      | ▼1,18                                                      | 3                                                          | ▼1                                                         | 12,0                                                       |
|                                                            | Partei für Freiheit und Fortschritt (PFF)                  | Liberalismus                                               | 4.817                                                      | 12,03                                                      | ▲0,67                                                      | 3                                                          | ▬                                                          | 12,0                                                       |
|                                                            | Ecolo                                                      | Grüne Politik                                              | 3.644                                                      | 9,10                                                       | ▼3,41                                                      | 2                                                          | ▼1                                                         | 8,0                                                        |
|                                                            | HUPPERTZ+CO                                                | Christdemokratie                                           | 666                                                        | 1,66                                                       | (neu)                                                      | 0                                                          | (neu)                                                      | 0,0                                                        |
|                                                            | Liste24.dg                                                 |                                                            | 173                                                        | 0,43                                                       | (neu)                                                      | 0                                                          | (neu)                                                      | 0,0                                                        |
| Gesamt                                                     | Gesamt                                                     | Gesamt                                                     | 40.047                                                     | 100,00                                                     | ▬                                                          | 25                                                         | ▬                                                          | 100,0                                                      |
| Gültige Stimmen                                            | Gültige Stimmen                                            | Gültige Stimmen                                            | 40.047                                                     | 92,29                                                      |                                                            |                                                            |                                                            |                                                            |
| Ungültige Stimmen                                          | Ungültige Stimmen                                          | Ungültige Stimmen                                          | 3.346                                                      | 7,71                                                       |                                                            |                                                            |                                                            |                                                            |
| Abgegebene Stimmen                                         | Abgegebene Stimmen                                         | Abgegebene Stimmen                                         | 43.393                                                     | 100,00                                                     |                                                            |                                                            |                                                            |                                                            |
| Anzahl der Wahlberechtigten und Wahlbeteiligung            | Anzahl der Wahlberechtigten und Wahlbeteiligung            | Anzahl der Wahlberechtigten und Wahlbeteiligung            | 49.652                                                     | 87,39                                                      |                                                            |                                                            |                                                            |                                                            |

### Sitzverteilung seit 1974
Im Folgenden sind die Wahlergebnisse seit 1973 wiedergegeben.
| Legislaturperiode | CSP | PFF | SP | PJU-PDB | ProDG | Ecolo | SEP | Vivant | Koalition          |
| ----------------- | --- | --- | -- | ------- | ----- | ----- | --- | ------ | ------------------ |
| 1973–1974         | 13  | 6   | 3  | 3       | –     | –     | –   | –      | (1)                |
| 1974–1977         | 12  | 4   | 3  | 6       | –     | –     | –   | –      | (1)                |
| 1977–1978         | 10  | 5   | 3  | 7       | –     | –     | –   | –      | (1)                |
| 1978–1981         | 11  | 4   | 3  | 7       | –     | –     | –   | –      | (1)                |
| 1981–1986         | 09  | 6   | 3  | 7       | –     | –     | –   | –      | CSP + PFF + SP     |
| 1986–1990         | 10  | 5   | 3  | 5       | –     | 1     | 1   | –      | CSP + PFF          |
| 1990–1995         | 08  | 5   | 4  | 4       | –     | 4     | –   | –      | CSP + PFF + SP     |
| 1995–1999         | 10  | 5   | 4  | 3       | –     | 3     | –   | –      | CSP + SP           |
| 1999–2004         | 09  | 6   | 4  | 3       | –     | 3     | –   | 0      | PFF + SP + Ecolo   |
| 2004–2009         | 08  | 5   | 5  | 3       | –     | 2     | –   | 2      | PFF + SP + PJU-PDB |
| 2009–2014         | 07  | 4   | 5  | –       | 4     | 3     | –   | 2      | SP + PFF + ProDG   |
| 2014–2019         | 07  | 4   | 4  | –       | 6     | 2     | –   | 2      | ProDG + SP + PFF   |
| 2019–2024         | 06  | 3   | 4  | –       | 6     | 3     | –   | 3      | ProDG + SP + PFF   |
| 2024–2029         | 05  | 3   | 3  | –       | 8     | 2     | –   | 4      | ProDG + CSP + PFF  |

(1) Von 1973 bis 1983 verfügte der Rat der deutschen Kulturgemeinschaft (RdK) nicht über eine Exekutive, sodass keine eigene Koalition zu bilden war; die inoffizielle Mehrheit im RdK entsprach der Koalition, die auf nationalstaatlicher Ebene die Regierung bildete.
(„–“ = nicht an Wahl teilgenommen; „0“ = Einzug ins Parlament nicht geschafft)